# Andrea Kurz
Andrea Kurz (* 1962 in Wien) ist eine österreichische Anästhesistin und Intensivmedizinerin und seit 15. Februar 2024 Rektorin der Medizinischen Universität Graz. Von 2014 bis 2024 leitete sie die Abteilung für allgemeine Anästhesiologie an der Cleveland Clinic, 2018 wurde sie dort Vizedirektorin für Forschung an der Klinik für Anästhesiologie.

## Leben
Andrea Kurz studierte ab 1981 an der Universität Wien, wo sie 1987 promovierte, ihre Ausbildung zur Fachärztin für Anästhesie und Intensivmedizin absolvierte und sich habilitierte.
Einen dreijährigen Forschungsaufenthalt absolvierte sie an der University of California, San Francisco. Weitere berufliche Stationen waren an der Washington University als Leiterin der Division for Clinical Research und als Ordinaria und Professorin für Anästhesiologie am Inselspital der Universität Bern. 2007 kehrte sie in die Vereinigten Staaten zurück und ging an die Cleveland Clinic im US-Bundesstaates Ohio, wo sie 2014 die Leitung der Abteilung für allgemeine Anästhesiologie übernahm und 2018 Vizedirektorin für Forschung an der Klinik für Anästhesiologie wurde.
Außerdem leitete sie seit 2020 an der Universitätsklinik für Anästhesiologie und Intensivmedizin der Medizinischen Universität Graz eine Forschungseinheit. Am 7. Juli 2023 wurde sie vom Universitätsrat  zur Rektorin der Medizinischen Universität Graz gewählt, wo sie mit 15. Februar 2024 Hellmut Samonigg in dieser Funktion nachfolgte.
Kurz veröffentlichte über 250 wissenschaftliche Artikel, unter anderem im New England Journal of Medicine und The Lancet.